# خورخي كوردوفا
خورخي كوردوفا (بالإسبانية: Jorge Córdova) (و. 1822 – 1861 م) هو سياسي من بوليفيا ولد في لاباز.
تولى منصب رئيس بوليفيا .